# 邦勒孔特
邦勒孔特（法語：Baons-le-Comte，法語發音：[bɑ̃ lə kɔ̃t]）是法国滨海塞纳省的一个市镇，属于鲁昂区。

## 地理
邦勒孔特（49°38'31"N, 0°46'36"E）面积5.38 平方千米，位于法国诺曼底大区滨海塞纳省，该省份为法国北部沿海省份，其西部及北部濒大西洋英吉利海峡，东起顺时针与索姆省、瓦兹省、厄尔省和卡爾瓦多斯省接壤。
与邦勒孔特接壤的市镇（或旧市镇、城区）包括：埃卡勒阿利克斯、埃克托莱邦、欧托勒瓦图瓦、圣玛丽德尚、瓦利凯维尔、伊沃托、莱欧德科。
邦勒孔特的时区为UTC+01:00、UTC+02:00（夏令时）。

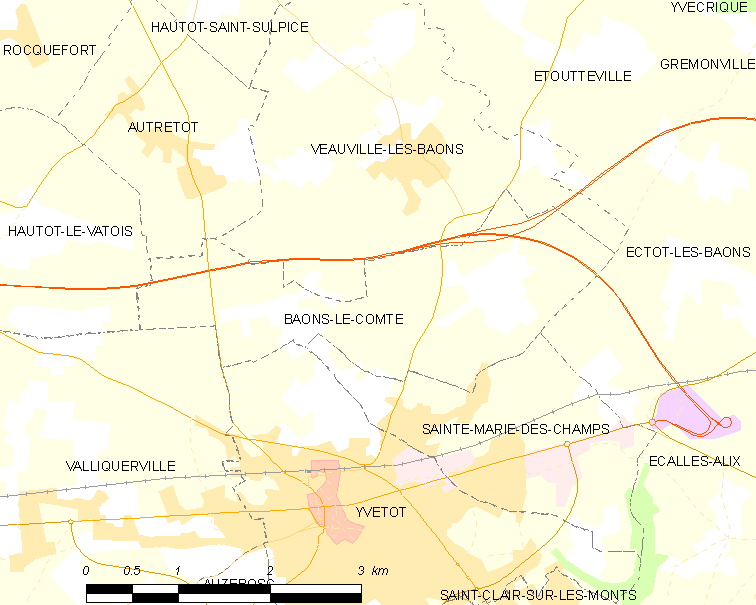
邦勒孔特的OSM定位图

## 行政
邦勒孔特的邮政编码为76190，INSEE市镇编码为76055。

## 政治
邦勒孔特所属的省级选区为伊沃托县。

## 人口

1962-2008年间邦勒孔特人口变化图示

邦勒孔特于2022年1月1日时的人口数量为336人。